# 잠신중학교
잠신중학교(蠶新中學校)는 대한민국 서울특별시 송파구 잠실동에 있는 공립 중학교이다.

## 학교 연혁
- 1984년 4월 25일 : 잠신중학교 개교식
- 1987년 2월 13일 : 제1회 졸업식(총 1,116명 남 350명, 여 766명)
- 2012년 3월 2일 : 2009개정 교육과정정책 연구학교 지정(교육과학기술부)
- 2019년 2월 1일 : 제33회 졸업식(423명, 졸업생누계 17,838명)
- 2022년 1월 27일 : 제36회 졸업식(376명)
- 2022년 3월 2일 : 제39회 입학식(392명)
- 2022년 9월 1일 : 제13대 교장 홍숙정 취임

## 참고 자료
- 잠신중학교 - 한국교육학술정보원 학교알리미